# دان (شركة نقل عام)

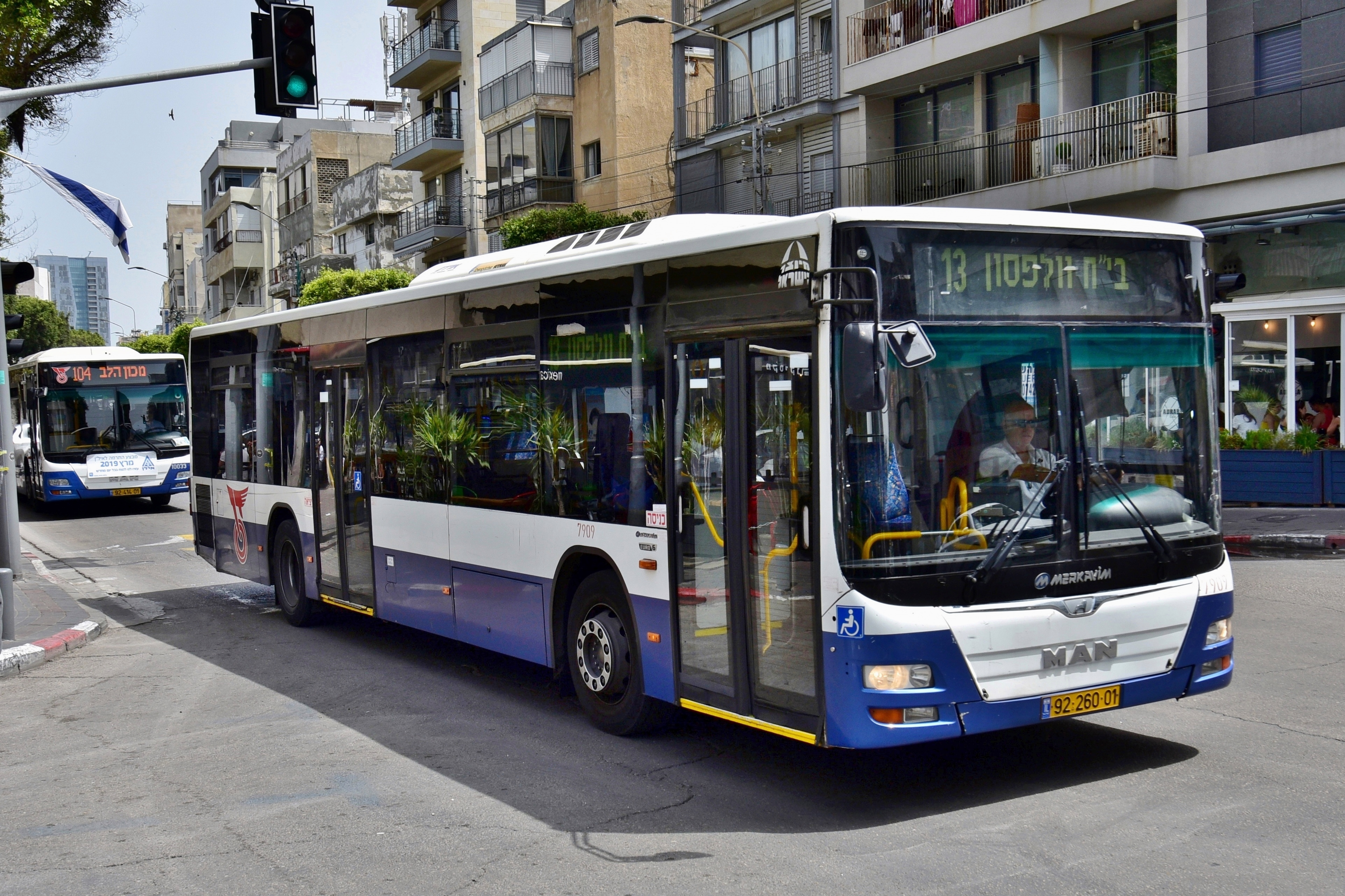
حافلة لشركة دان في شارع بن يهودا، تل أبيب

دان – شركة النقل العام المحدودة (بالعبرية: דן – חברה לתחבורה ציבורית בע"מ) هي شركة إسرائيلية للنقل العام تُشغّل خطوط حافلات في منطقة غوش دان في وسط إسرائيل. منذ تأسيسها في عام 1945 وحتى 2002 عملت كجمعية تعاونية.
في الماضي كانت الشركة تحتكر تشغيل المواصلات العامة في منطقة غوش دان، وكانت حصتها في قطاع النقل العام في إسرائيل حوالي 20%. بعد قرار الحكومة الإسرائيلية بفتح سوق المواصلات العامة للمنافسة في أواخر القرن العشرين، نُقلت بعض خطوط الشركة إلى شركات أخرى. اعتبارًا من عام 2016، بلغت حصتها في قطاع النقل العام في إسرائيل حوالي 14%.
بالإضافة إلى غوش دان، تعمل في المنطقة الجنوبية من إسرائيل شركتين تابعتين لمجموعة دان هما "دان بَداروم" و"دان بئر السبع". كما عملت في الماضي شركتين تابعتين لمجموعة دان أيضًا هما "مترودان" التي أدارت خطوط النقل العام في بئر السبع و"دان بتسافون" التي أشرفت على تشغيل نظام النقل السريع بالحافلات في حيفا، المعروف باسم مترونيت.